# Petasodes moufeti
Petasodes moufeti es una especie de insecto blatodeo de la familia Blaberidae, subfamilia Blaberinae.

## Distribución geográfica
Se pueden encontrar en Brasil.

## Sinónimos
- Blatta moufeti Kirby, 1817.
- Laxta chitonoides Walker, 1868.